# الجامعة الألمانية الأردنية
الجامعة الألمانية الأردنية هي جامعة أردنية حكومية تقع في المشقر في لواء ناعور. تأسست عام 2005 بموجب مرسوم ملكي واتفاقية موقعة بين الوزارة الاتحادية للتعليم والبحث في جمهورية ألمانيا الاتحادية ووزارة التعليم العالي والبحث العلمي في المملكة الأردنية الهاشمية.
تركز الجامعة على توفير برامج للطلاب والخريجين على مستويات جودة عالية. تطرح الجامعة أكثر من 20 برنامج في البكالوريوس و‌الماجستير.يتكون الجسم الطلابي من قرابة 5000 طالب وطالبة غالبهم من الأردن، إضافةً إلى طلبة من الخارج. 88% من الطلاب منتظمون في برنامج البكالوريوس من مختلف التخصصات. تؤمن الجامعة أن الارتقاء بنوعية التعليم يتم من خلال تعزيز الترابط بين هيئة التدريس والطلاب. يشغل منصب رئيس الجامعة حاليا الدكتور علاء الدين الحلحولي.

## تاريخ
في آب 2004 بدأت اللجنة التأسيسية نشاطها في الأردن. عملت وزارة التعليم العالي والبحث العلمي واللجنة معًا بشكل وثيق، وفي الوقت نفسه افتتح مكتب التخطيط الألماني في جامعة ماغديبورغ شتندال بالتعاون مع الوزارة الفيدرالية للتعليم والبحث BMBF والمؤسسة الألمانية للتبادل الأكاديمي DAAD والتي مولت مشروع الجامعة لمدة أربع سنوات.
وُضع حجر الأساس في 25 أبريل 2005 تحت رعاية الملك عبد الله الثاني وبحضور وزيرة التعليم والبحث الألمانية إيدلغارد بولمان والدكتور خالد طوقان وزير التعليم العالي والبحث العلمي في الأردن آنذاك والبروفيسور جان هندريك أولبيرتز وزير الشؤون الثقافية في ساكسونيا أنهالت ونائب رئيس المؤسسة الألمانية للتبادل الأكاديمي البروفيسور ماكس هوبر وغيرهم.

## الكليات

### كلية العلوم التقنية التطبيقية
- هندسة الميكاترونكس
- الهندسة الصناعية
- هندسة الميكانيك والصيانة

### كلية هندسة الموارد الطبيعية وإدارتها
- هندسة الطاقة
- الهندسة المدنية، والبيئية

### كلية العلوم الطبية التطبيقية
- الهندسة الصيدلانية والكيميائية
- الهندسة الطبية الحيوية

### كلية الهندسة الكهربائية وتكنولوجيا المعلومات
- علم الحاسوب
- هندسة الحاسوب
- الهندسة الكهربائية
- التصميم والوسائط المعلوماتية

### كلية الأعمال
• التسويق الرقمي
- العلوم الادارية
- العلوم اللوجستية
- المحاسبة الدولية
- ذكاء الأعمال وتحليلات البيانات

### كلية العمارة والبيئة المبنية
- العمارة
- التصميم والتواصل البصري
- هندسة العمارة والعمارة الداخلية

### كلية الانسانيات التطبيقية واللغات
- اللغة الألمانية والإنجليزية للأعمال والتواصل
- الترجمة: ألماني/ إنجليزي/ عربي
- التراث الثقافي والطبيعي

### كلية التمريض
- التمريض

## رئاسة الجامعة
شغل منصب رئيس الجامعة منذ تأسيسها في عام 2005 كل من:
- لبيب الخضرا (2005- 2013)
- نظير أبو عبيد (أيار 2013- أيار 2017 ).[6]
- منار فياض (أيلول 2017 - آب 2021)
- علاء الدين الحلحولي (آب 2021 ولغاية الآن).[7]

## مكاتب الارتباط

### مكتب العلاقات الدولية
تلتزم الجامعة الألمانية الأردنية بالتعاون الوثيق مع مؤسسات التعليم العالي في جميع أنحاء العالم، وخاصة مع الجامعات الألمانية للعلوم التطبيقية لتوفير فرصة قضاء عام واحد في بلد يتحدث الألمانية في الخارج لجميع طلاب البكالوريوس خلال برنامج دراستهم.

### مكتب الاتصال مع الصناعة

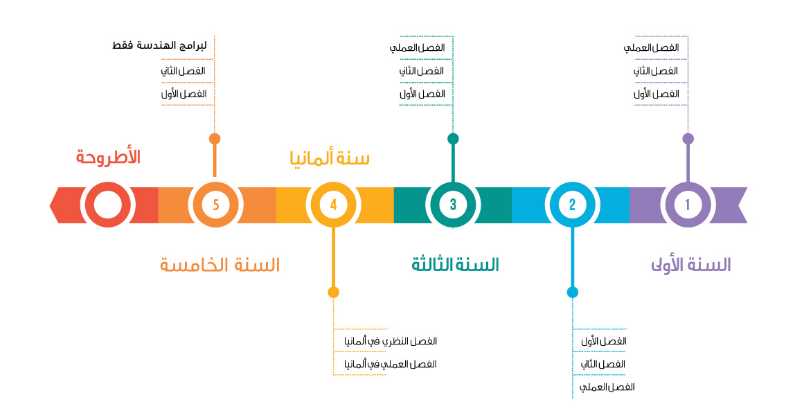
كيفية تطبيق برنامج الدراسات الثنائية في الجامعة الألمانية الأردنية

تتمثل إحدى السمات الرئيسية للجامعة الألمانية الأردنية في تعاون الجامعة القوي مع الصناعة من خلال توفير طرق تدريس تطبيقية وتضمين التدريبات العملية في خطط دراسية تم وضعها بمشاركة صناعيون من الأردن والمانيا لتعزيز النهج العملي وايضا توفير اساتذه يتمتعون بخبرة صناعية عالية
تم إنشاء مكتب الاتصال مع الصناعة (OIL) في عام 2009. وهو مسؤول عن بناء وتسهيل الشراكات المستدامة بين الجامعة والصناعة من خلال تنظيم الأحداث التجارية الخاصة والمحاضرات وورش العمل والعروض التقديمية للشركات، وتعزيز الخدمات المهنية لإعداد الطلاب للتدريب المحلي وسوق العمل لاحقًا وكذلك للبحث عن تدريب داخلي في ألمانيا. علاوة على ذلك، فإنه يقدم المشورة للموظفين والشركاء من الصناعة حول الجوانب المختلفة لمسارات الدراسة المزدوجة Dual Studies

### مكتب المشروع في ماغديبورغ
ينسق مكتب المشروع في جامعة العلوم التطبيقية ماغديبورغ-ستندال شراكات الجامعة الألمانية الأردنية التي تضم ما يقرب من 120 جامعة شريكة والتعاون مع جميع الشركاء وأصحاب المصلحة ويشارك مدير المشروع في التخطيط الإستراتيجي للجامعة الألمانية الأردنية.فمن خلال مكتب المشروع يتم إدارة الميزانية الإجمالية للمشروع والإشراف عليها بما في ذلك إدارة مدفوعات المنح الدراسية والمحاسبة وتقديم التقارير إلى خدمة التبادل الأكاديمي الألمانية (DAAD). علاوة على ذلك، فإن الفريق مسؤول عن جميع جهات الاتصال التجارية في ألمانيا ودعم جميع الطلاب طوال عامهم الألماني.
يتم تمويل المشروع من قبل الوزارة الاتحادية للتعليم والبحث (BMBF) وخدمة التبادل الأكاديمي الألمانية (DAAD) في إطار برنامج «التعليم عبر الوطني - الجامعات ثنائية القومية».

## مكتبة الجامعة
تحرص مكتبة الجامعة الألمانية الأردنية على تقديم أفضل الخدمات للأكاديميين والطلاب والموظفين لدعم العملية التعليمية والبحثية. مع مواكبة التقنيات الحديثة والمتغيرات في مجال المكتبات والموارد، تقدم المكتبة عددا من الخدمات منها الخدمات المرجعية، خدمات الإعارة، قاعات للدراسة، تطوير المجموعات، خدمات الدوريات، التوعية الحالية ونشر خدمات المعلومات، خدمات التدريب على استخدام المصادر الرقمية ومصادر المكتبة الأخرى الأنشطة الثقافية، وخدمات المجتمع.

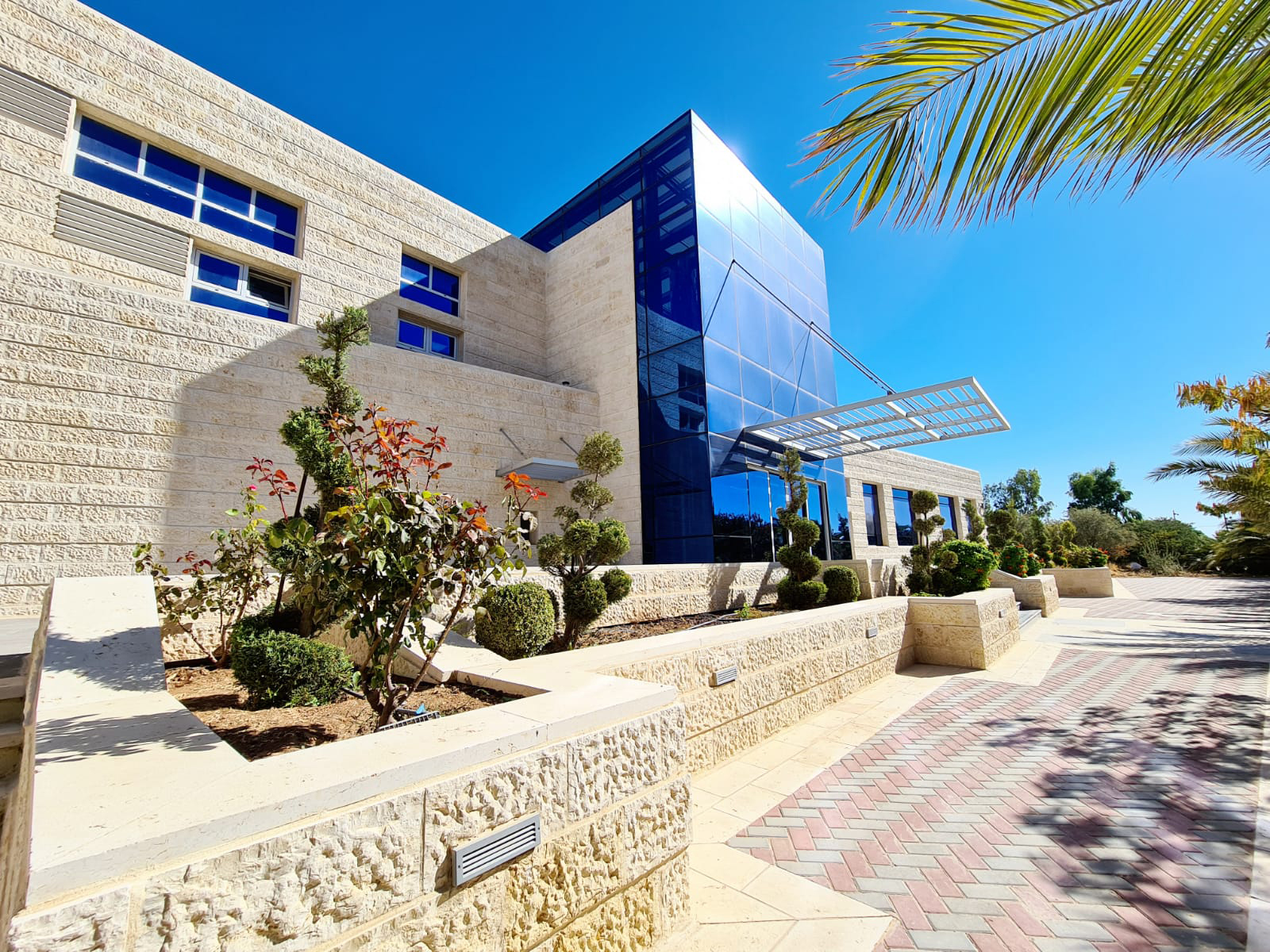
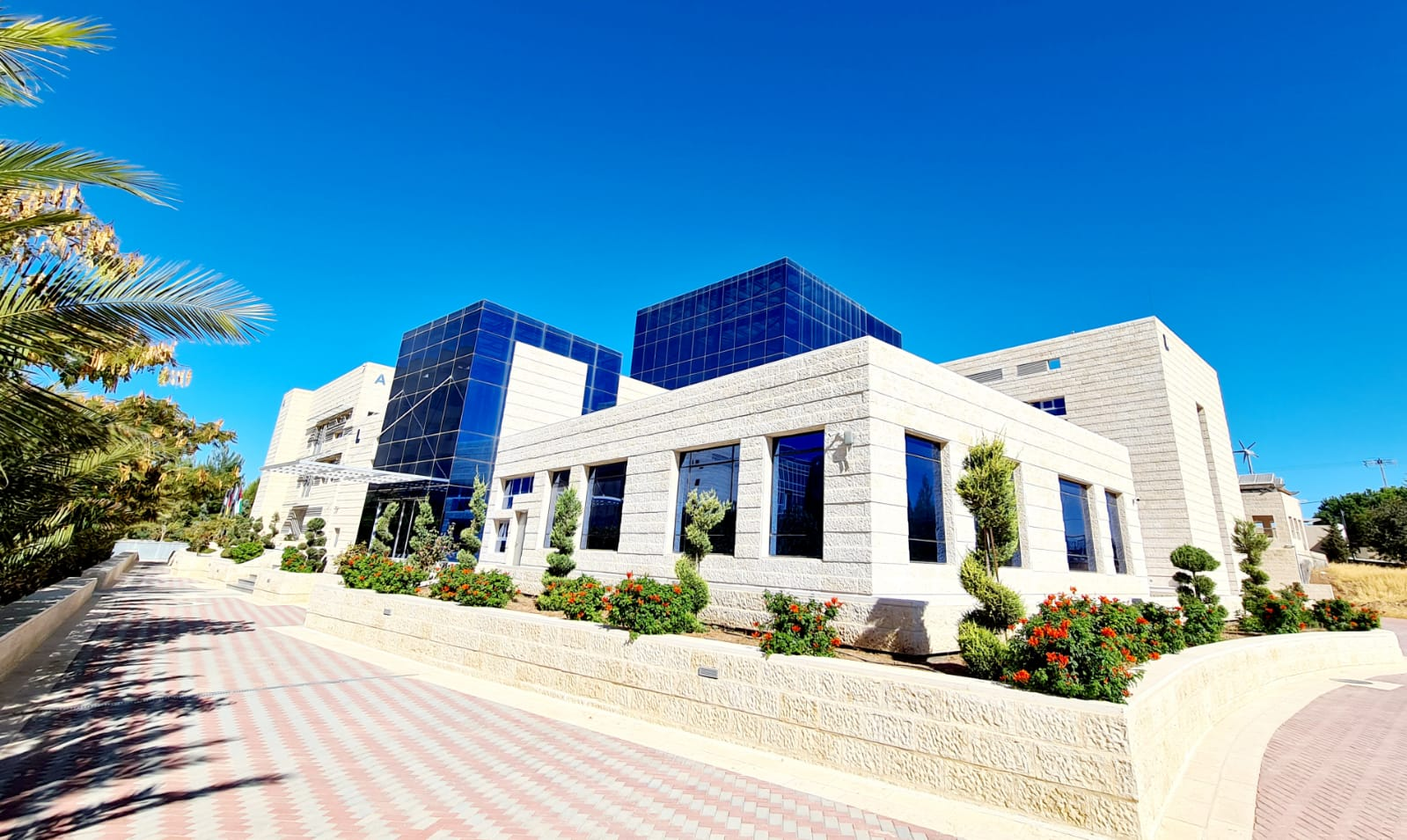
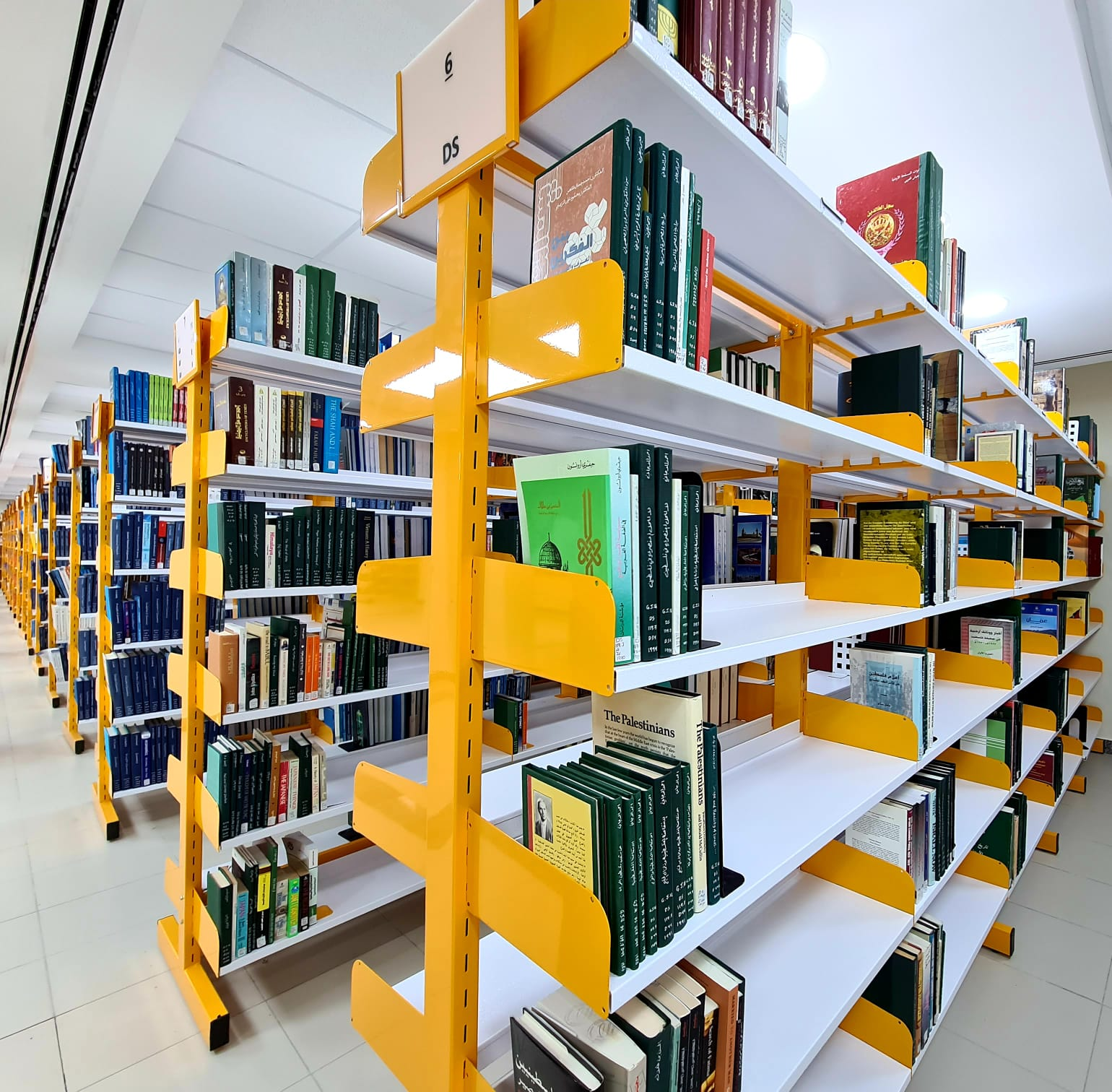
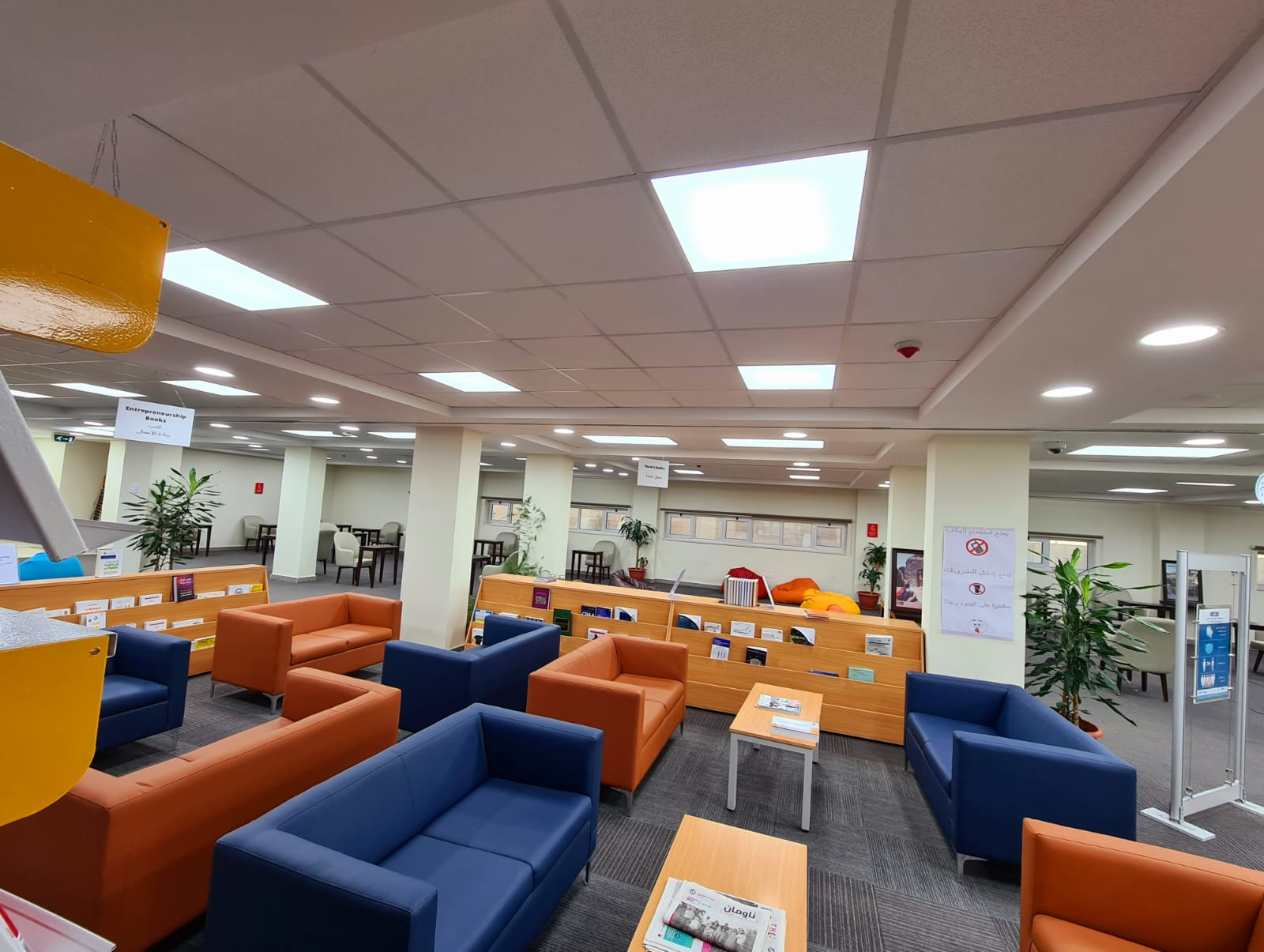
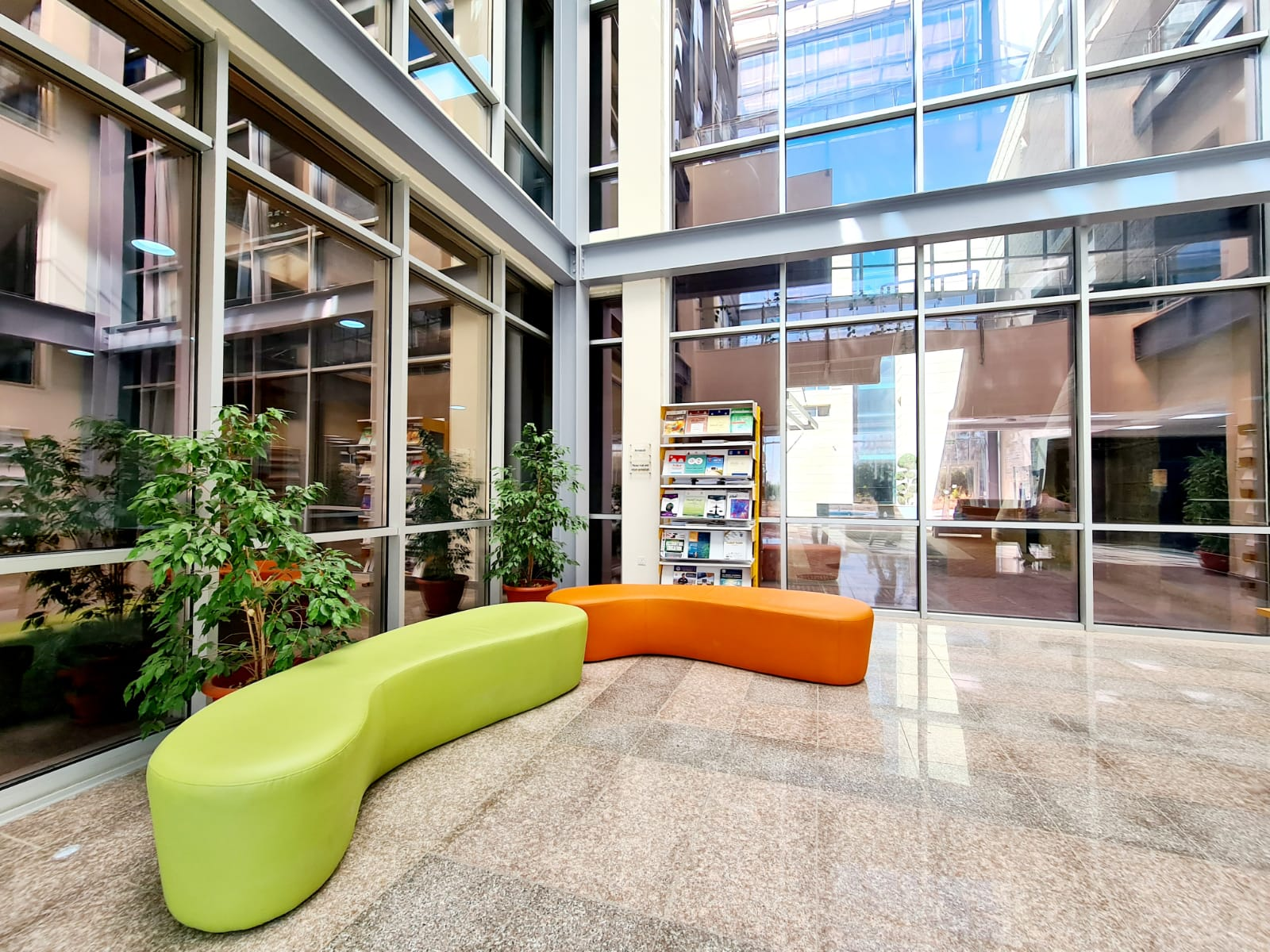
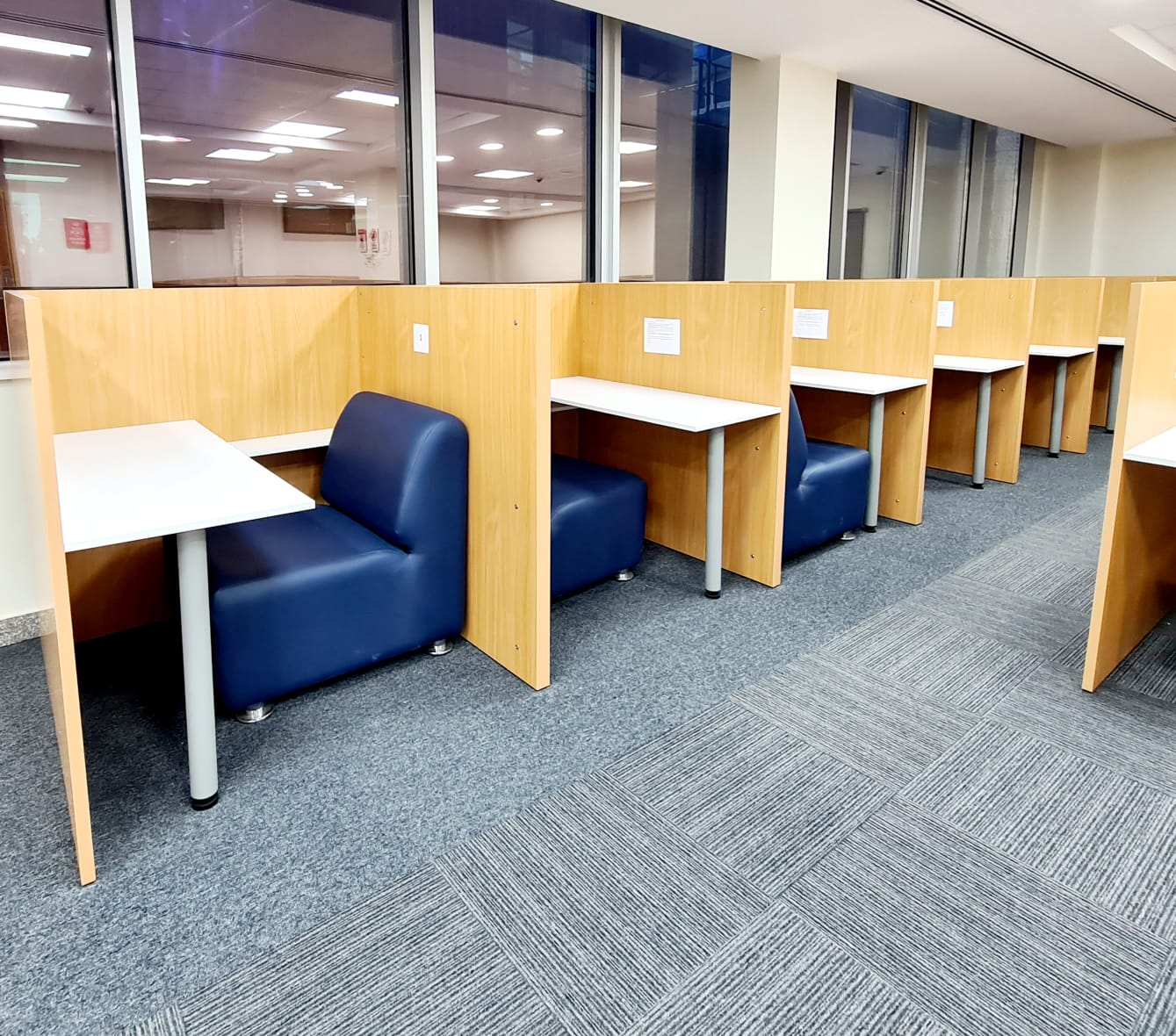
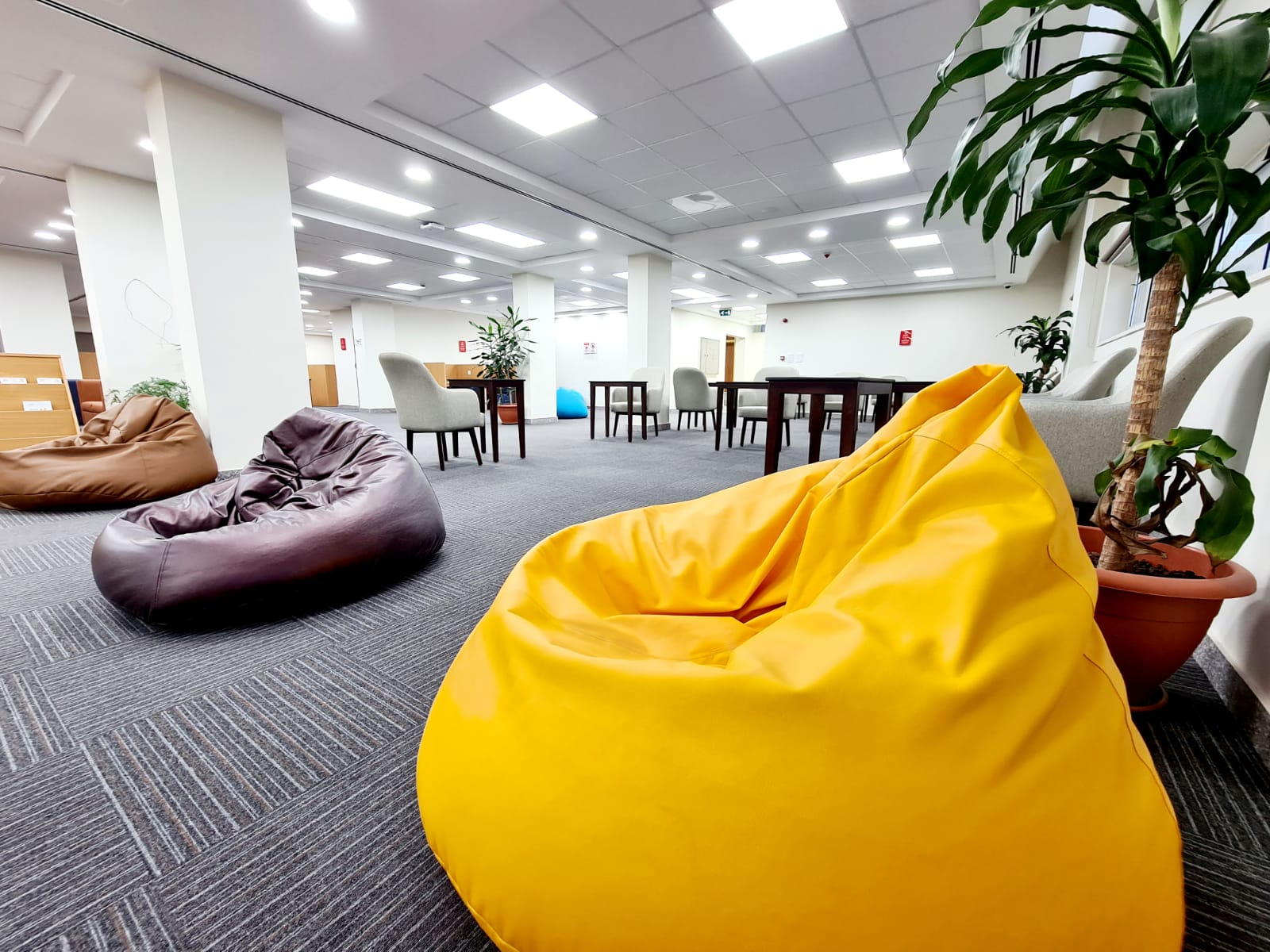
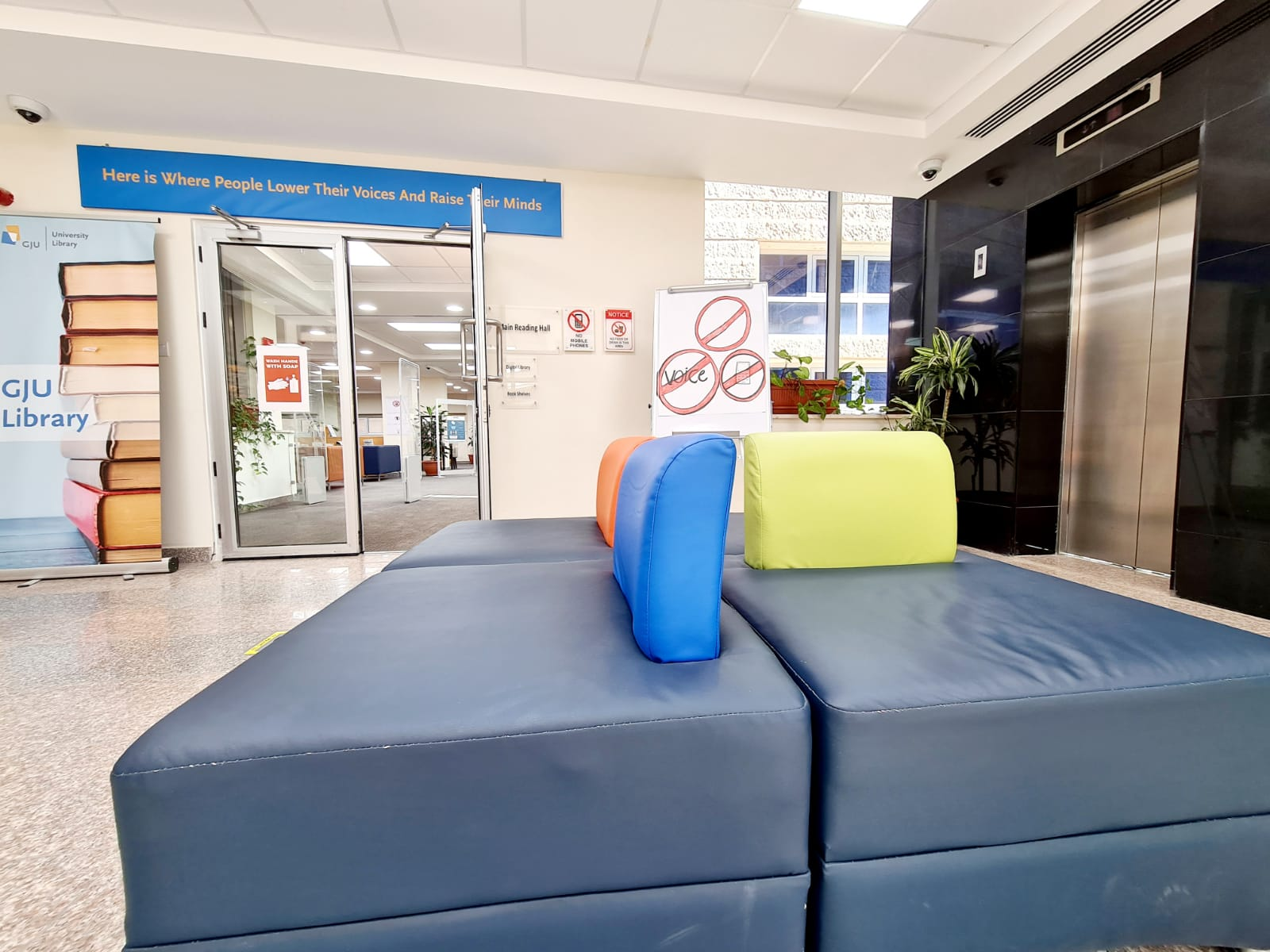

## معرض الصور

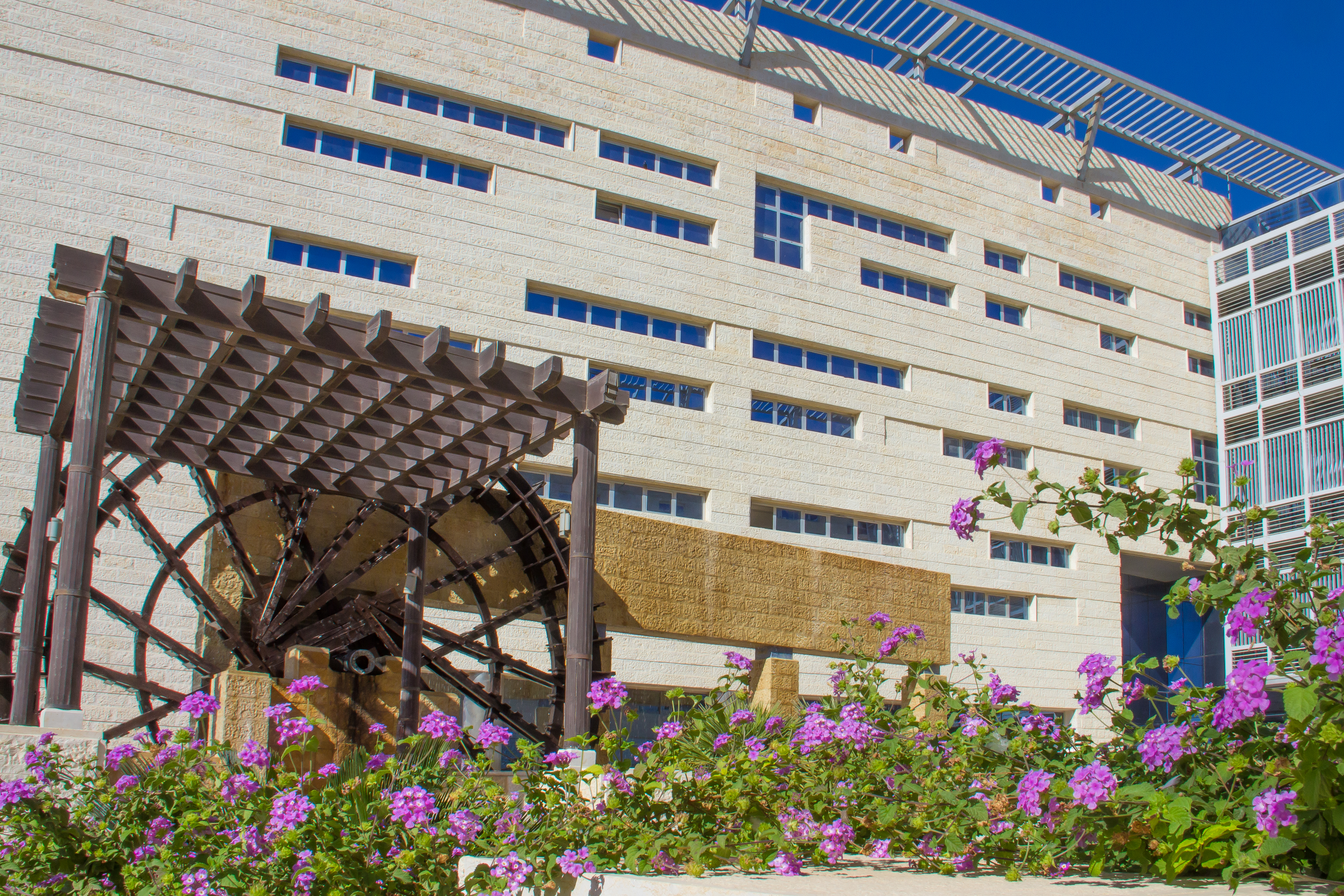
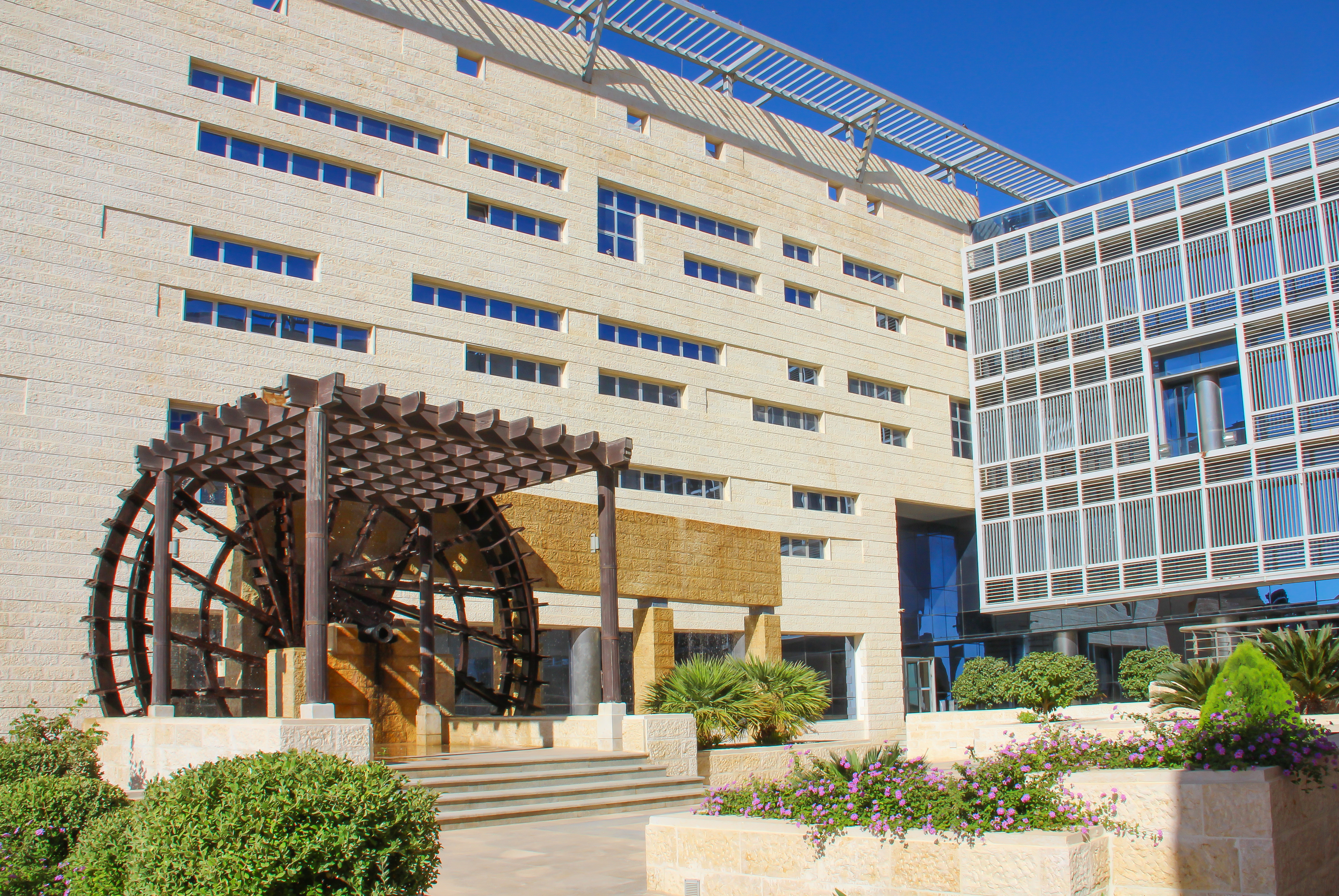
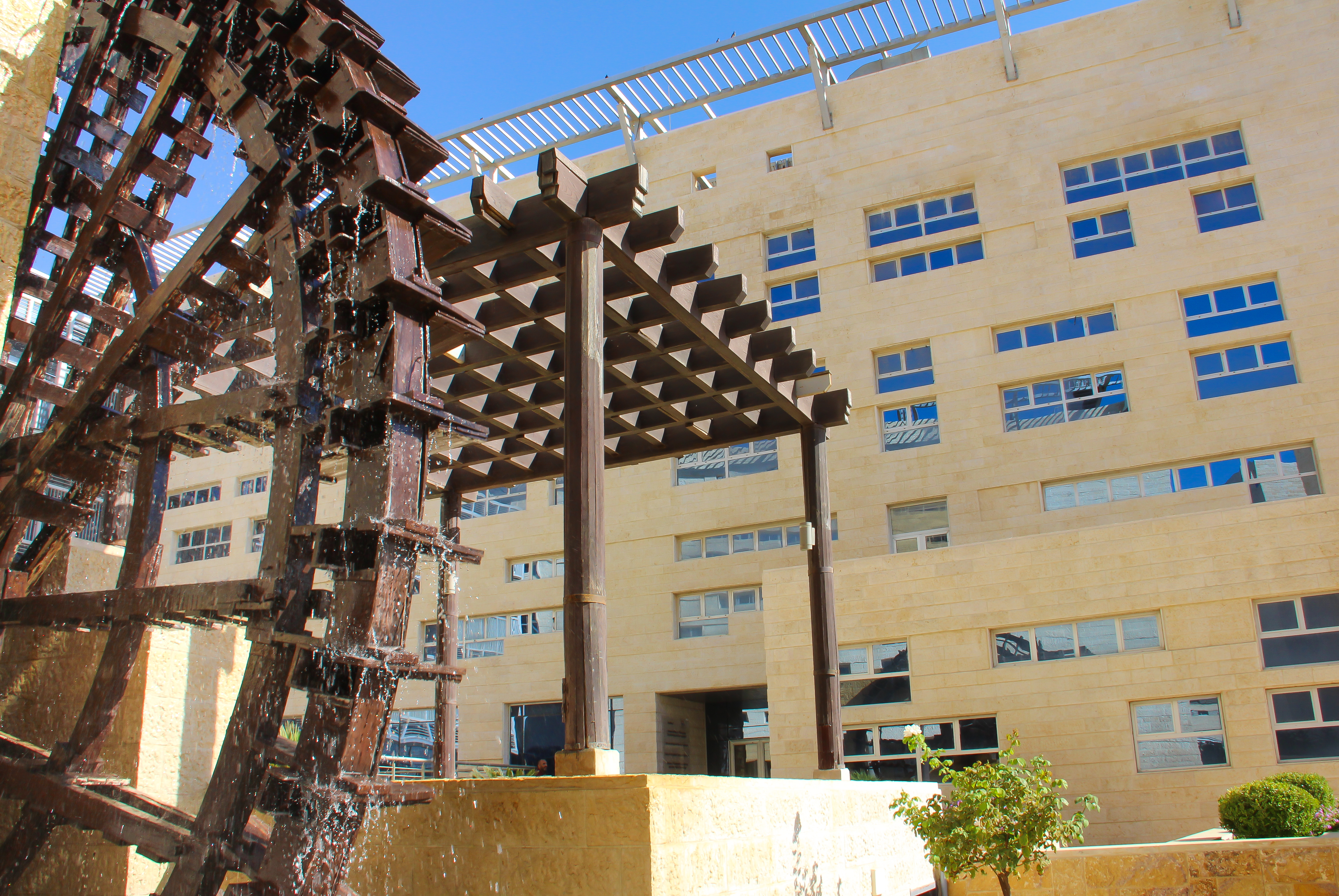
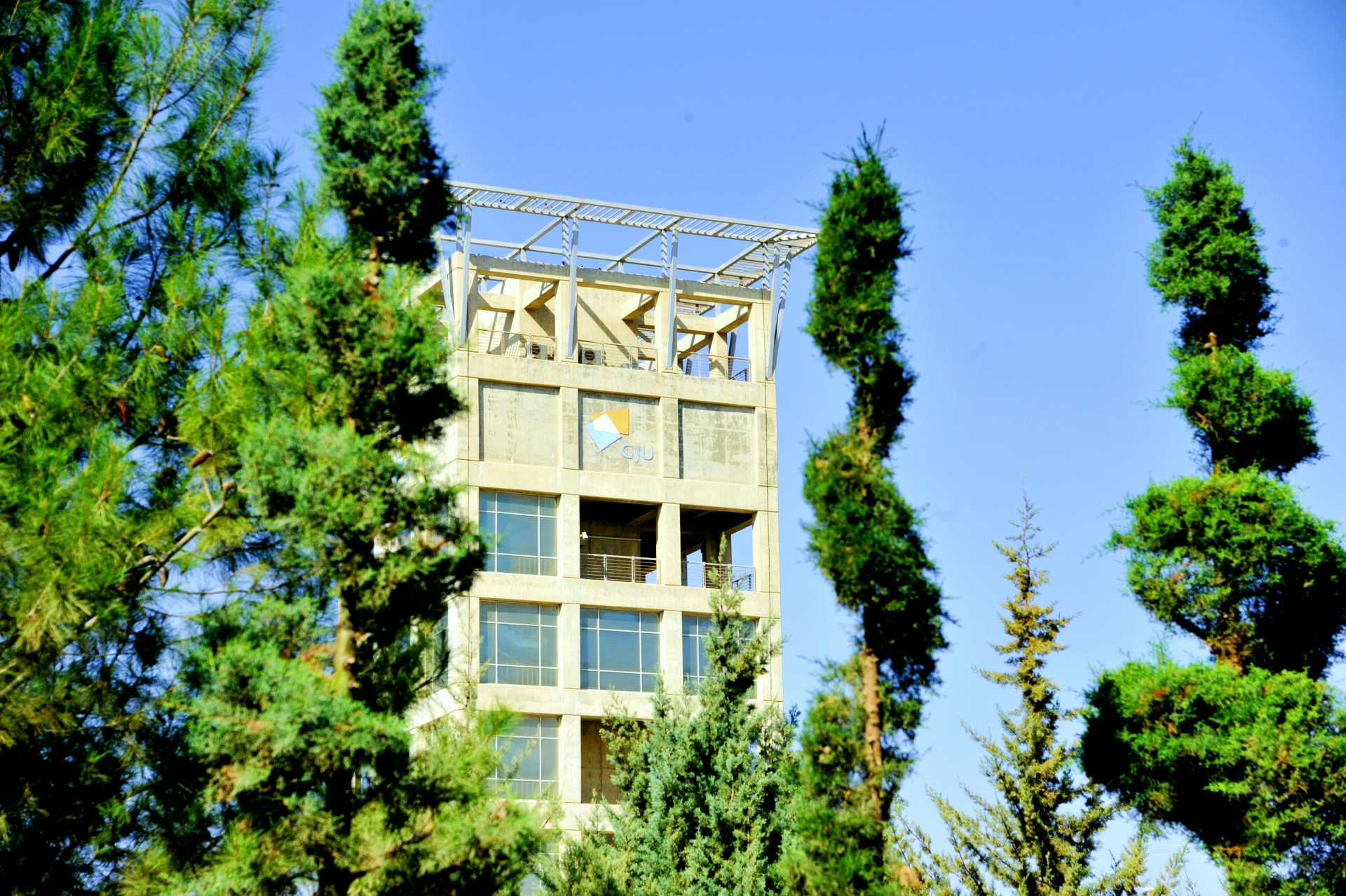
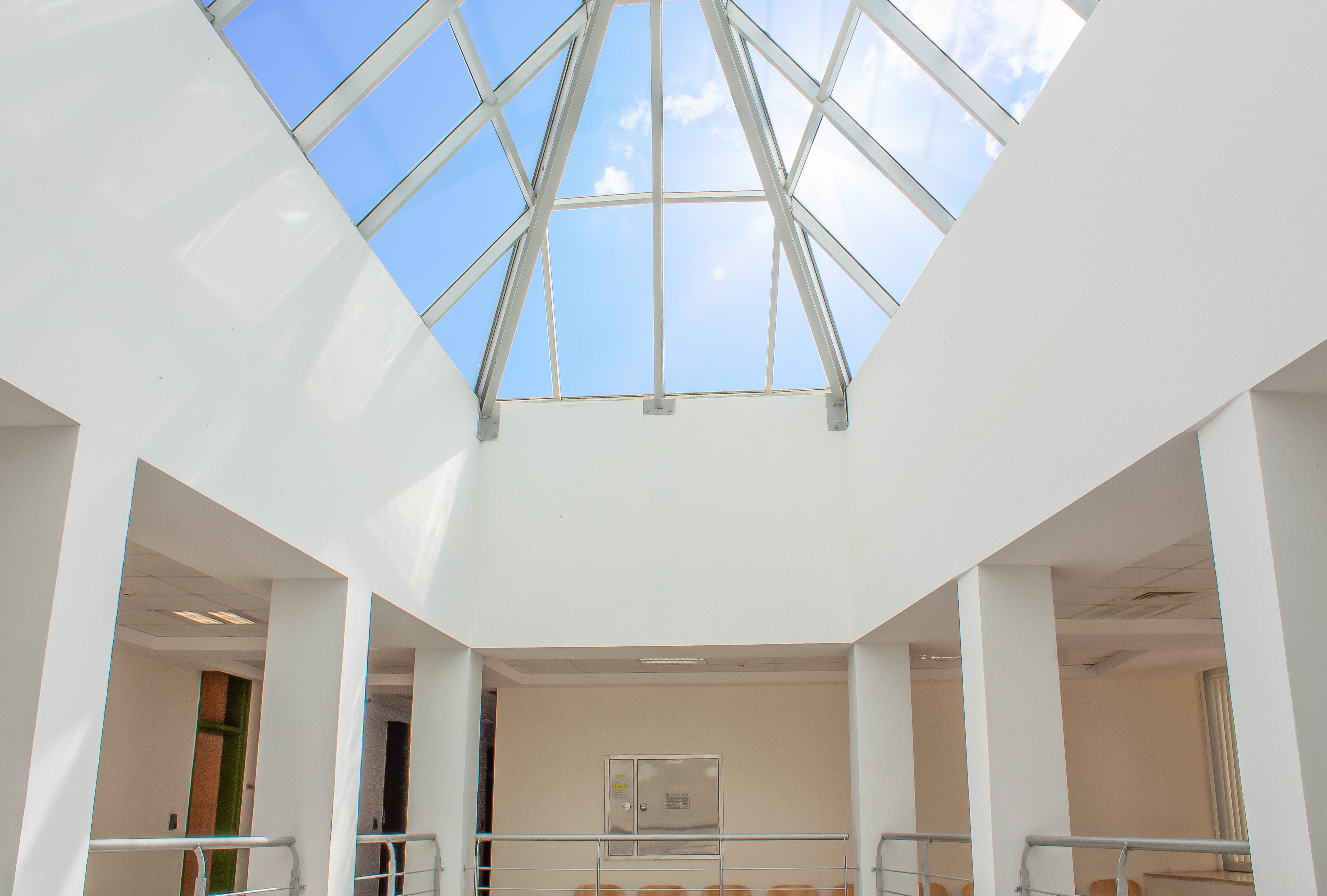
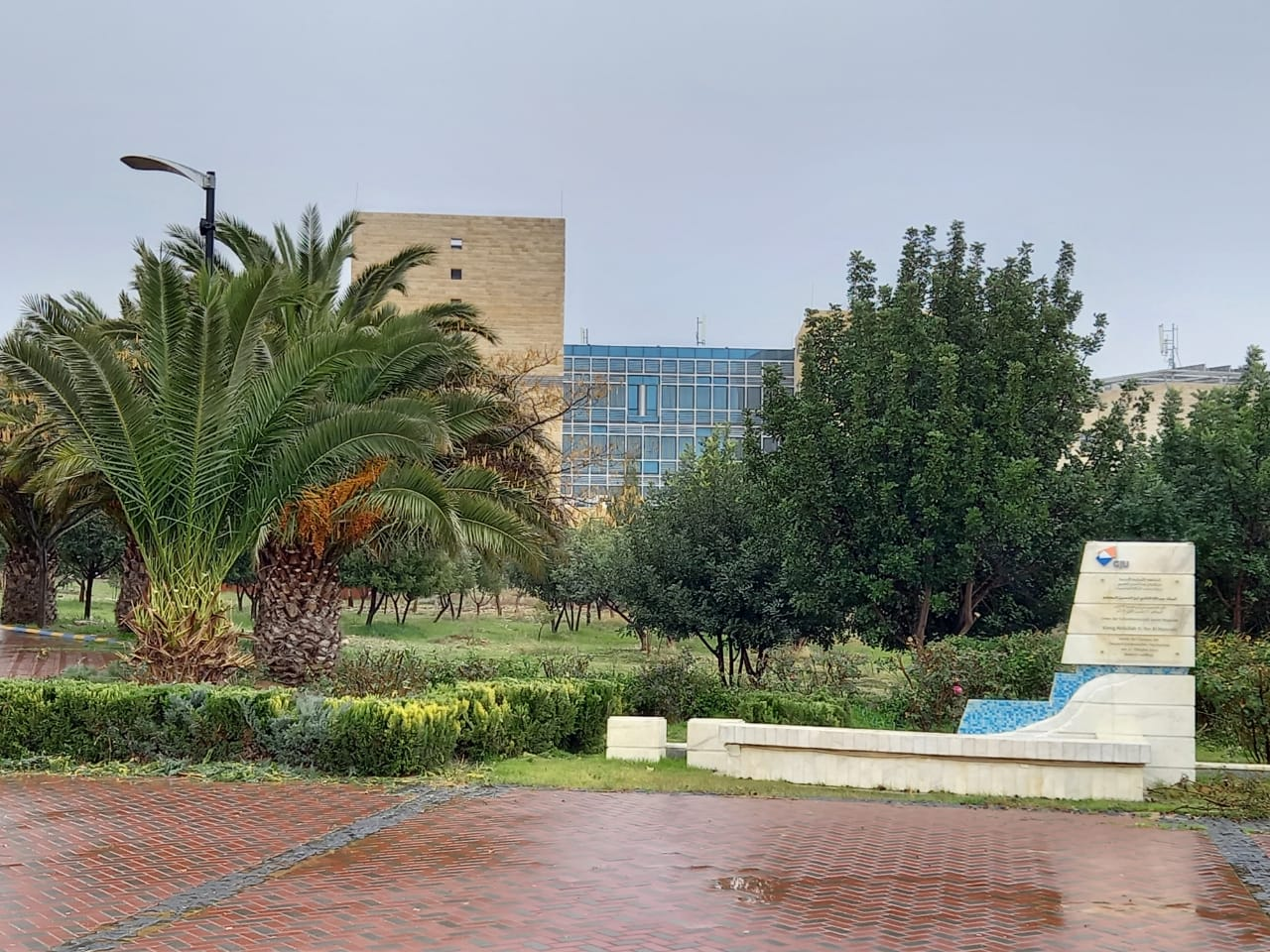
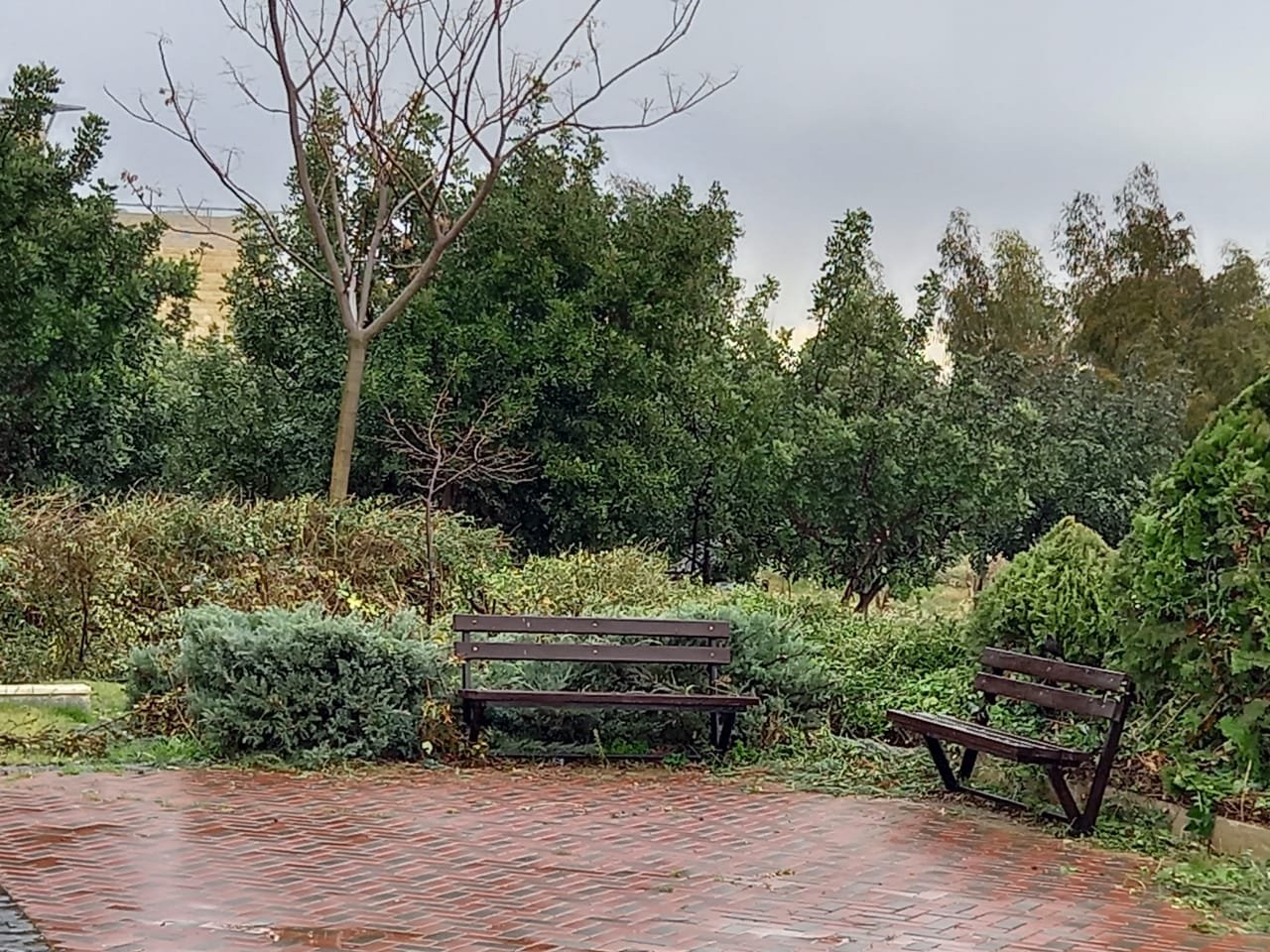
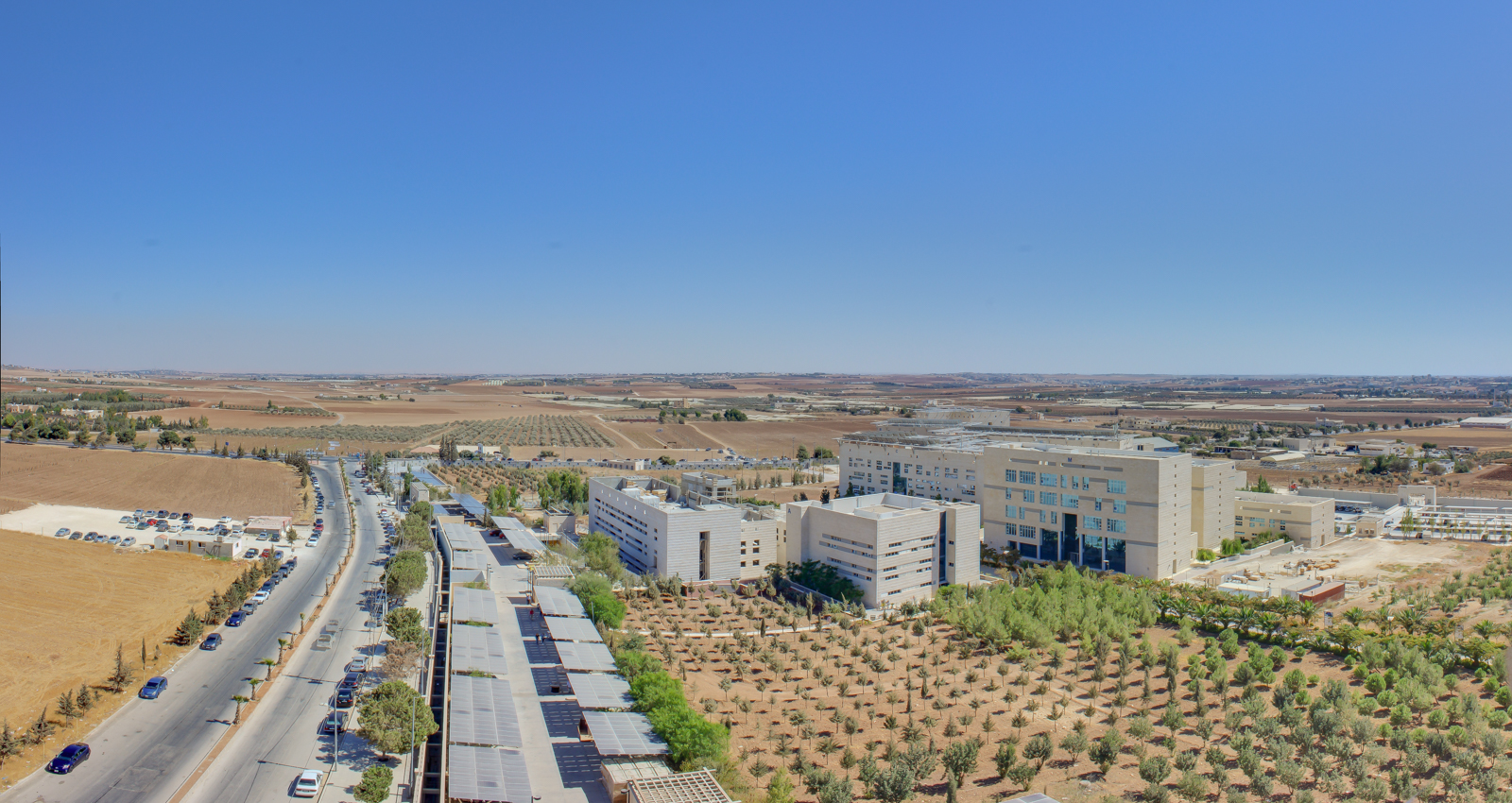
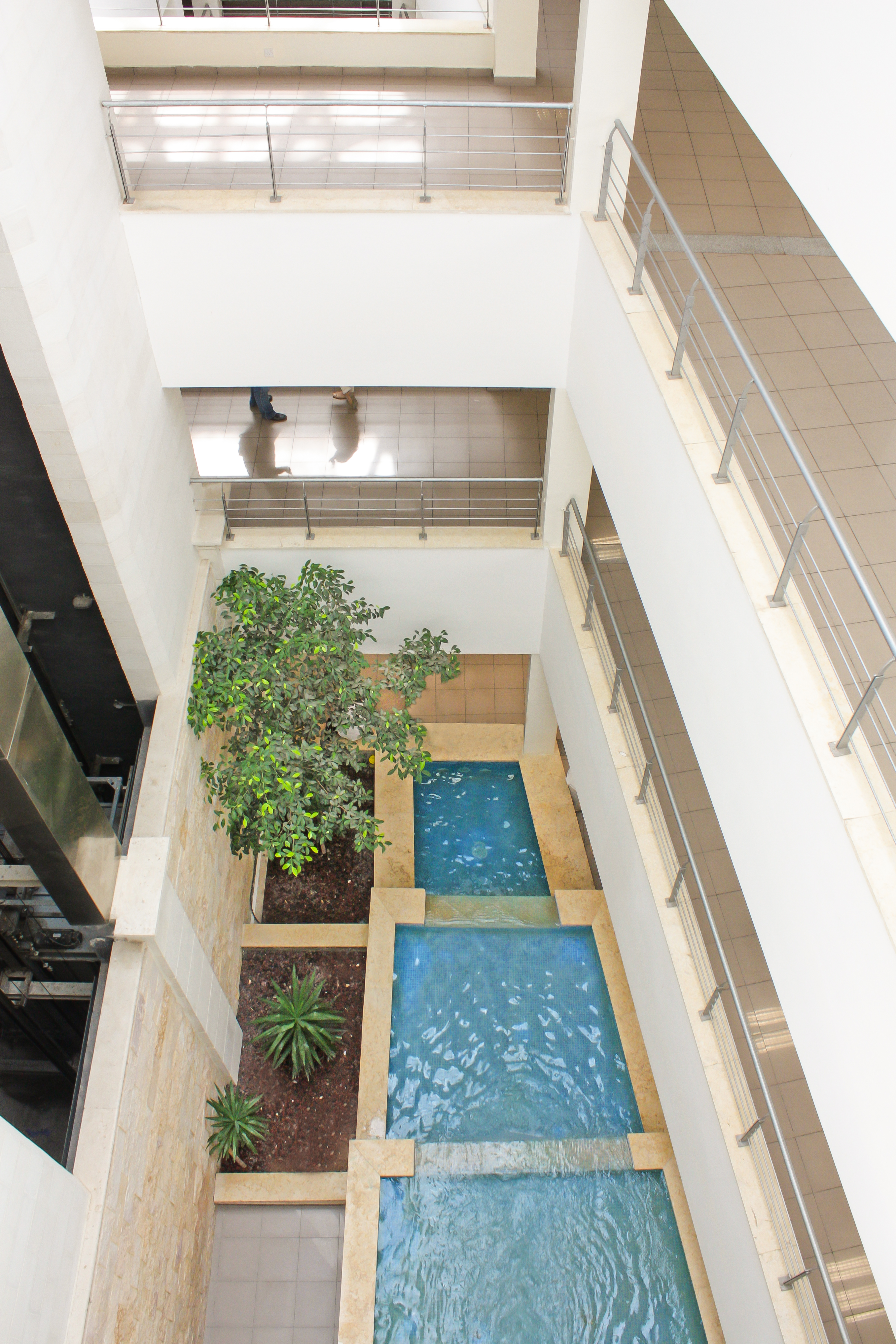
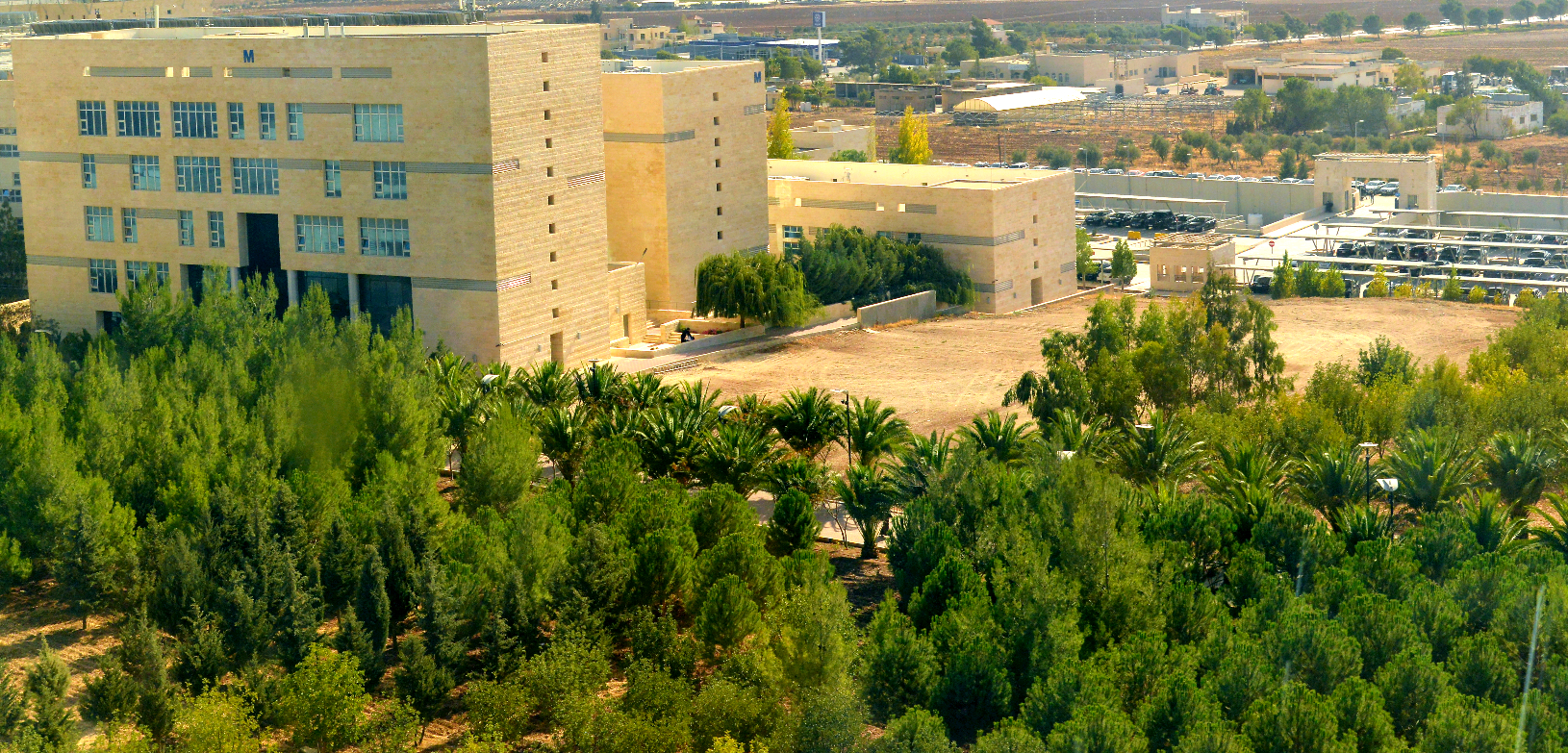
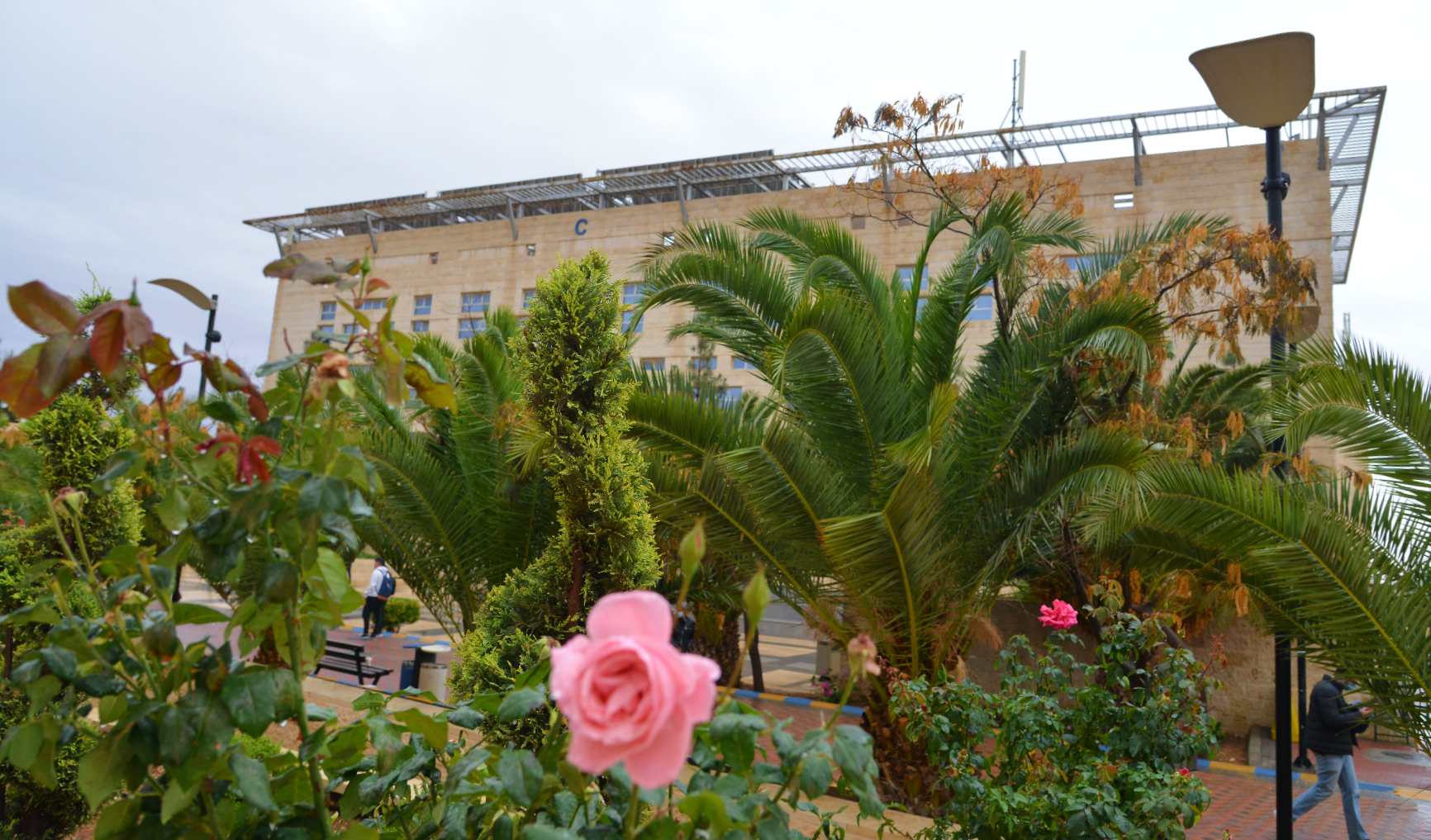

## وصلات خارجية
- جولة افتراضية داخل الجامعة الألمانية الأردنية
- الموقع الرسمي للجامعة
- https://www.gju.edu.jo/sites/default/files/Dual%20Studies/publications/dual_studies-booklet-new-2021.pdf